# Céfalotine
La Céfalotine (DCI) (API: [kɛfəˈlotən, sɛfə-]) ou Cephalothin (USAN) (API: [kɛfəˈloθən, sɛfə-]) est un antibiotique de première génération de la classe des Céphalosporines. 
Il a été le premier de cette classe à être mis sur le marché et il continue d'être largement utilisé. Son administration se fait par intraveineuse, son spectre antimicrobien étant semblable à celui de la Céfazoline ou de la Céphalexine qui s'administre, elle, par voie orale. 
Le sel sodique de céfalotine a été commercialisé sous le nom de spécialité Keflin (Eli Lilly and Company). La molécule est tombée dans le domaine public et est commercialisée sous forme de génériques.

## Utilisation clinique
Voir l'article sur les Céphalosporines.
La résistance à la céfalotine et la sensibilité à l'acide nalidixique et à l'antibiogramme est un critère d'identification de Campylobacter jejuni et Campylobacter coli.
La céfalotine est active sur les entérobactéries possédant une bêtalactamase TEM résistantes « aux inhibiteurs » (dites "TRI"). Cette caractéristique permet de les différencier des entérobactéries exprimant une pénicillinase de haut niveau ainsi que des ßLSE.